# Anica Dobra
Anica Dobra (Аница Добра), född 3 juni 1963 i Belgrad i Serbien, är en serbisk skådespelare som främst spelat i serbiska och tyska filmer.

## Filmografi i urval
- Reflections (Već viđeno) (1987)
- My Uncle's Legacy (Život sa stricem) (1988)
- The Meeting Point (Sabirni centar) (1989)
- Kako je propao Rock 'n' Roll (1989)
- Tito and Me (Tito i ja) (1992)
- The Black Bomber (Crni bombarder) (1992)
- Polismördaren (1994)
- Točkovi (1999)
- Nataša (2002)
- Ivkova slava (2005)
- The Trap (2007)
- Ljubav i drugi zločini (2008)
- Enklava (2015)